# Trofeo Alfredo Binda-Comune di Cittiglio 2025
La 49e édition du Trofeo Alfredo Binda-Comune di Cittiglio, une course cycliste féminine, a lieu le 16 mars 2025. Elle fait partie de l'UCI World Tour féminin 2025.  

## Présentation

### Parcours
Au départ de Luino, en Lombardie, les coureuses parcourent 152 kilomètres jusqu'à l'arrivée jugée à Cittiglio.

## Équipes
| UCI Women's WorldTeams (15)- Lidl-Trek - UAE Team ADQ - FDJ-Suez - Team SD Worx-Protime - Canyon//SRAM zondacrypto - Team Visma \| Lease a Bike - AG Insurance-Soudal Team - Ceratizit Pro Cycling Team - Fenix-Deceuninck - Human Powered Health - Liv AlUla Jayco - Movistar Team - Roland - Team Picnic PostNL - Uno-X Mobility UCI Women's ProTeams (3)- Cofidis Women Team - EF Education-Oatly - Laboral Kutxa-Fundación Euskadi Équipes féminines continentales (6)- Aromitalia 3T Vaiano - Bepink-Imatra-Bongioanni - Born to Win BTC City Ljubljana Zhiraf - Isolmant-Premac-Vittoria - Team Mendelspeck E-Work - Top Girls Fassa Bortolo |
| |

## Favorites
L'Italienne Elisa Balsamo (Lidl-Trek) est bien présente au départ pour tenter de réaliser un doublé consécutif après sa victoire de la saison passée. Sa compatriote Elisa Longo Borghini (UAE Team ADQ) ainsi que les Néerlandaises Demi Vollering (FDJ-Suez), Puck Pieterse (Fenix-Deceuninck) et Marianne Vos (Visma | Lease a Bike), pour sa première course en 2025, sont aussi pointées parmi les favorites à la victoire .

## Classement final
| \| Classement général \| Classement général \| Classement général \| Classement général \| Classement général \| \| Coureuse \| Coureuse \| Pays \| Équipe \| Temps \| \| ------------------ \| ---------------------------- \| ------------------ \| -------------------------- \| ------------------ \| \| 1re \| Elisa Balsamo \| Italie \| Lidl-Trek \| 4 h 00 min 19 s \| \| 2e \| Blanka Vas \| Hongrie \| SD Worx-Protime \| + 0 s \| \| 3e \| Cat Ferguson \| Royaume-Uni \| Movistar Team \| + 0 s \| \| 4e \| Marianne Vos \| Pays-Bas \| Team Visma \\| Lease a Bike \| + 0 s \| \| 5e \| Letizia Paternoster \| Italie \| Liv AlUla Jayco \| + 0 s \| \| 6e \| Noemi Rüegg \| Suisse \| EF Education-Oatly \| + 0 s \| \| 7e \| Puck Pieterse \| Pays-Bas \| Fenix-Deceuninck \| + 0 s \| \| 8e \| Monica Trinca Colonel \| Italie \| Liv AlUla Jayco \| + 0 s \| \| 9e \| Kimberley Le Court de Billot \| Maurice \| AG Insurance-Soudal Team \| + 0 s \| \| 10e \| Elisa Longo Borghini \| Italie \| UAE Team ADQ \| + 0 s \| |                              |             |                            |                 |
| |                              |             |                            |                 |
| Source : ProCyclingStats |                              |             |                            |                 |
| Classement général |                              |             |                            |                 |
| Coureuse | Coureuse                     | Pays        | Équipe                     | Temps           |
| 1re | Elisa Balsamo                | Italie      | Lidl-Trek                  | 4 h 00 min 19 s |
| 2e | Blanka Vas                   | Hongrie     | SD Worx-Protime            | + 0 s           |
| 3e | Cat Ferguson                 | Royaume-Uni | Movistar Team              | + 0 s           |
| 4e | Marianne Vos                 | Pays-Bas    | Team Visma \| Lease a Bike | + 0 s           |
| 5e | Letizia Paternoster          | Italie      | Liv AlUla Jayco            | + 0 s           |
| 6e | Noemi Rüegg                  | Suisse      | EF Education-Oatly         | + 0 s           |
| 7e | Puck Pieterse                | Pays-Bas    | Fenix-Deceuninck           | + 0 s           |
| 8e | Monica Trinca Colonel        | Italie      | Liv AlUla Jayco            | + 0 s           |
| 9e | Kimberley Le Court de Billot | Maurice     | AG Insurance-Soudal Team   | + 0 s           |
| 10e | Elisa Longo Borghini         | Italie      | UAE Team ADQ               | + 0 s           |

## Liste des participantes
| Légende | Légende                                                                                | Légende | Légende                                                    |
| ------- | -------------------------------------------------------------------------------------- | ------- | ---------------------------------------------------------- |
| Num     | Dossard de départ porté par le coureur sur ce Trofeo Alfredo Binda-Comune di Cittiglio | Pos     | Position à l'arrivée de la course                          |
|         | Indique un maillot de champion national ou mondial, suivi de sa spécialité             | NP      | Indique un coureur qui n'a pas pris le départ de la course |
| AB      | Indique un coureur qui n'a pas terminé la course                                       | HD      | Indique un coureur qui a terminé la course hors des délais |

| Lidl-Trek LTK | Lidl-Trek LTK            | Lidl-Trek LTK |
| ------------- | ------------------------ | ------------- |
| Num           | Coureuse                 | Pos           |
| 1             | Elisa Balsamo (ITA)      | 1re           |
| 2             | Lizzie Deignan (GBR)     | 89e           |
| 3             | Niamh Fisher-Black (NZL) | 38e           |
| 4             | Riejanne Markus (NED)    | AB            |
| 5             | Lauretta Hanson (AUS)    | AB            |
| 6             | Amanda Spratt (AUS)      | 52e           |

| UAE Team ADQ UAD | UAE Team ADQ UAD                   | UAE Team ADQ UAD |
| ---------------- | ---------------------------------- | ---------------- |
| Num              | Coureuse                           | Pos              |
| 11               | Elisa Longo Borghini (ITA) (route) | 10e              |
| 12               | Silvia Persico (ITA)               | AB               |
| 13               | Eleonora Gasparrini (ITA)          | 42e              |
| 14               | Brodie Chapman (AUS)               | 54e              |
| 15               | Karlijn Swinkels (NED)             | 13e              |
| 16               | Dominika Włodarczyk (POL) (route)  | 15e              |

| FDJ-Suez TFS | FDJ-Suez TFS          | FDJ-Suez TFS |
| ------------ | --------------------- | ------------ |
| Num          | Coureuse              | Pos          |
| 21           | Demi Vollering (NED)  | 11e          |
| 22           | Nina Buysman (NED)    | 66e          |
| 23           | Léa Curinier (FRA)    | 63e          |
| 24           | Évita Muzic (FRA)     | 29e          |
| 25           | Églantine Rayer (FRA) | 74e          |
| 26           | Alessia Vigilia (ITA) | 81e          |

| SD Worx-Protime SDW | SD Worx-Protime SDW        | SD Worx-Protime SDW |
| ------------------- | -------------------------- | ------------------- |
| Num                 | Coureuse                   | Pos                 |
| 31                  | Anna van der Breggen (NED) | 23e                 |
| 32                  | Elena Cecchini (ITA)       | 68e                 |
| 33                  | Femke Gerritse (NED)       | 30e                 |
| 34                  | Blanka Vas (HUN) (route)   | 2e                  |
| 35                  | Mikayla Harvey (NZL)       | 48e                 |
| 36                  | Steffi Häberlin (SUI)      | 19e                 |

| Canyon//SRAM zondacrypto CSZ | Canyon//SRAM zondacrypto CSZ | Canyon//SRAM zondacrypto CSZ |
| ---------------------------- | ---------------------------- | ---------------------------- |
| Num                          | Coureuse                     | Pos                          |
| 41                           | Soraya Paladin (ITA)         | 25e                          |
| 42                           | Ricarda Bauernfeind (GER)    | AB                           |
| 43                           | Neve Bradbury (AUS)          | 85e                          |
| 44                           | Antonia Niedermaier (GER)    | 37e                          |
| 45                           | Cecilie Uttrup Ludwig (DEN)  | 28e                          |
| 46                           | Alice Towers (GBR)           | 34e                          |

| Team Visma \| Lease a Bike TVL | Team Visma \| Lease a Bike TVL | Team Visma \| Lease a Bike TVL |
| ------------------------------ | ------------------------------ | ------------------------------ |
| Num                            | Coureuse                       | Pos                            |
| 51                             | Marianne Vos (NED)             | 4e                             |
| 52                             | Pauline Ferrand-Prévot (FRA)   | 18e                            |
| 53                             | Fem van Empel (NED)            | AB                             |
| 54                             | Marion Bunel (FRA)             | 88e                            |
| 55                             | Maud Oudeman (NED)             | 62e                            |
| 56                             | Rosita Reijnhout (NED)         | 46e                            |

| AG Insurance - Soudal Quick-Step Team AGS | AG Insurance - Soudal Quick-Step Team AGS  | AG Insurance - Soudal Quick-Step Team AGS |
| ----------------------------------------- | ------------------------------------------ | ----------------------------------------- |
| Num                                       | Coureuse                                   | Pos                                       |
| 61                                        | Mireia Benito (ESP)                        | 50e                                       |
| 62                                        | Julia Borgström (SWE)                      | 83e                                       |
| 63                                        | Justine Ghekiere (BEL)                     | 17e                                       |
| 64                                        | Kimberley Le Court de Billot (MRI) (route) | 9e                                        |
| 65                                        | Alexandra Manly (AUS)                      | 84e                                       |
| 66                                        | Julie Van de Velde (BEL)                   | 95e                                       |

| Ceratizit Pro Cycling Team CTC | Ceratizit Pro Cycling Team CTC | Ceratizit Pro Cycling Team CTC |
| ------------------------------ | ------------------------------ | ------------------------------ |
| Num                            | Coureuse                       | Pos                            |
| 71                             | Sara Fiorin (ITA)              | AB                             |
| 72                             | Elena Hartmann (SUI)           | 35e                            |
| 73                             | Fariba Hashimi (AFG)           | AB                             |
| 74                             | Marta Jaskulska (POL)          | 60e                            |
| 75                             | Célia Le Mouël (FRA)           | AB                             |
| 76                             | Sarah Van Dam (CAN)            | AB                             |

| Fenix-Deceuninck FDC | Fenix-Deceuninck FDC  | Fenix-Deceuninck FDC |
| -------------------- | --------------------- | -------------------- |
| Num                  | Coureuse              | Pos                  |
| 81                   | Puck Pieterse (NED)   | 7e                   |
| 82                   | Carina Schrempf (AUT) | 44e                  |
| 83                   | Yara Kastelijn (NED)  | 53e                  |
| 84                   | Flora Perkins (GBR)   | 64e                  |
| 85                   | Sara Casasola (ITA)   | 49e                  |
| 86                   | Annemarie Worst (NED) | 47e                  |

| Human Powered Health HPH | Human Powered Health HPH | Human Powered Health HPH |
| ------------------------ | ------------------------ | ------------------------ |
| Num                      | Coureuse                 | Pos                      |
| 91                       | Giada Borghesi (ITA)     | 80e                      |
| 92                       | Carlotta Cipressi (ITA)  | 78e                      |
| 93                       | Thalita de Jong (NED)    | AB                       |
| 94                       | Katia Ragusa (ITA)       | AB                       |
| 95                       | Barbara Malcotti (ITA)   | 27e                      |
| 96                       | Mona Mitterwallner (AUT) | 69e                      |

| Liv AlUla Jayco LIV | Liv AlUla Jayco LIV         | Liv AlUla Jayco LIV |
| ------------------- | --------------------------- | ------------------- |
| Num                 | Coureuse                    | Pos                 |
| 101                 | Caroline Andersson (SWE)    | 33e                 |
| 102                 | Ella Wyllie (NZL)           | 26e                 |
| 103                 | Letizia Paternoster (ITA)   | 5e                  |
| 104                 | Monica Trinca Colonel (ITA) | 8e                  |
| 105                 | Mavi García (ESP)           | 36e                 |
| 106                 | Silke Smulders (NED)        | 21e                 |

| Movistar Team MOV | Movistar Team MOV          | Movistar Team MOV |
| ----------------- | -------------------------- | ----------------- |
| Num               | Coureuse                   | Pos               |
| 111               | Olivia Baril (CAN) (route) | 12e               |
| 112               | Jelena Erić (SRB) (route)  | 59e               |
| 113               | Sara Martín (ESP)          | 90e               |
| 114               | Mareille Meijering (NED)   | 51e               |
| 115               | Paula Patiño (COL)         | 56e               |
| 116               | Cat Ferguson (GBR)         | 3e                |

| Roland CGS | Roland CGS              | Roland CGS |
| ---------- | ----------------------- | ---------- |
| Num        | Coureuse                | Pos        |
| 121        | Elena Pirrone (ITA)     | AB         |
| 122        | Morgane Coston (FRA)    | 41e        |
| 123        | Petra Stiasny (SUI)     | 31e        |
| 124        | Vittoria Ruffilli (ITA) | AB         |
| 125        | Giulia Giuliani (ITA)   | 75e        |

| Team Picnic PostNL TPP | Team Picnic PostNL TPP        | Team Picnic PostNL TPP |
| ---------------------- | ----------------------------- | ---------------------- |
| Num                    | Coureuse                      | Pos                    |
| 131                    | Francesca Barale (ITA)        | 45e                    |
| 132                    | Marta Cavalli (ITA)           | 22e                    |
| 133                    | Eleonora Ciabocco (ITA)       | 67e                    |
| 134                    | Pfeiffer Georgi (GBR) (route) | 16e                    |
| 135                    | Becky Storrie (GBR)           | 65e                    |
| 136                    | Nienke Vinke (NED)            | 43e                    |

| Uno-X Mobility UXM | Uno-X Mobility UXM                  | Uno-X Mobility UXM |
| ------------------ | ----------------------------------- | ------------------ |
| Num                | Coureuse                            | Pos                |
| 141                | Anouska Koster (NED)                | 79e                |
| 142                | Elinor Barker (GBR)                 | AB                 |
| 143                | Katrine Aalerud (NOR)               | 24e                |
| 144                | Mie Bjørndal Ottestad (NOR) (route) | 32e                |
| 146                | Kamilla Aasebø (NOR)                | AB                 |

| Cofidis COF | Cofidis COF            | Cofidis COF |
| ----------- | ---------------------- | ----------- |
| Num         | Coureuse               | Pos         |
| 151         | Julie Bego (FRA)       | 61e         |
| 152         | Victorie Guilman (FRA) | 87e         |
| 153         | Clara Koppenburg (GER) | AB          |
| 154         | Hannah Ludwig (GER)    | NP          |
| 155         | Nikola Nosková (CZE)   | AB          |
| 156         | Nadia Quagliotto (ITA) | 14e         |

| EF Education-Oatly EFC | EF Education-Oatly EFC     | EF Education-Oatly EFC |
| ---------------------- | -------------------------- | ---------------------- |
| Num                    | Coureuse                   | Pos                    |
| 161                    | Magdeleine Vallieres (CAN) | 40e                    |
| 162                    | Kim Cadzow (NZL) (route)   | AB                     |
| 163                    | Noemi Rüegg (SUI) (route)  | 6e                     |
| 164                    | Henrietta Christie (NZL)   | 86e                    |
| 165                    | Veronica Ewers (USA)       | 70e                    |
| 166                    | Cédrine Kerbaol (FRA)      | 20e                    |

| Laboral Kutxa-Fundación Euskadi LKF | Laboral Kutxa-Fundación Euskadi LKF | Laboral Kutxa-Fundación Euskadi LKF |
| ----------------------------------- | ----------------------------------- | ----------------------------------- |
| Num                                 | Coureuse                            | Pos                                 |
| 171                                 | Julia Biryukova (UKR)               | AB                                  |
| 172                                 | Usoa Ostolaza (ESP) (route)         | 39e                                 |
| 173                                 | Ane Santesteban (ESP)               | 57e                                 |
| 174                                 | Debora Silvestri (ITA)              | AB                                  |
| 175                                 | Catalina Soto (CHI)                 | AB                                  |
| 176                                 | Laura Tomasi (ITA)                  | 82e                                 |

| Aromitalia 3T Vaiano VAI | Aromitalia 3T Vaiano VAI | Aromitalia 3T Vaiano VAI |
| ------------------------ | ------------------------ | ------------------------ |
| Num                      | Coureuse                 | Pos                      |
| 181                      | Irene Affolati (ITA)     | AB                       |
| 182                      | Romina Costantini (ITA)  | AB                       |
| 183                      | Eleonora La Bella (ITA)  | 93e                      |
| 184                      | Rasa Leleivytė (LTU)     | 76e                      |
| 185                      | Alice Papo (ITA)         | AB                       |
| 186                      | Hanna Tserakh (BLR)      | 55e                      |

| Bepink-Imatra-Bongioanni BPK | Bepink-Imatra-Bongioanni BPK | Bepink-Imatra-Bongioanni BPK |
| ---------------------------- | ---------------------------- | ---------------------------- |
| Num                          | Coureuse                     | Pos                          |
| 191                          | Gaia Segato (ITA)            | 58e                          |
| 192                          | Elisa Valtulini (ITA)        | 72e                          |
| 193                          | Aileen Schweikart (GER)      | AB                           |
| 194                          | Linda Laporta (ITA)          | AB                           |
| 195                          | Silvia Milesi                | 77e                          |
| 196                          | Irene Cagnazzo (ITA)         | AB                           |

| Born to Win BTC City Ljubljana Zhiraf BZB | Born to Win BTC City Ljubljana Zhiraf BZB | Born to Win BTC City Ljubljana Zhiraf BZB |
| ----------------------------------------- | ----------------------------------------- | ----------------------------------------- |
| Num                                       | Coureuse                                  | Pos                                       |
| 201                                       | Gemma Sernissi (ITA)                      | AB                                        |
| 202                                       | Noemi Lucrezia Eremita (ITA)              | AB                                        |
| 203                                       | Giorgia Serena (ITA)                      | AB                                        |
| 204                                       | Diana Klimova (RUS)                       | AB                                        |
| 205                                       | Carlotta Uber (ITA)                       | AB                                        |
| 206                                       | Sara Pestotnik (SLO)                      | AB                                        |

| Isolmant-Premac-Vittoria SBT | Isolmant-Premac-Vittoria SBT | Isolmant-Premac-Vittoria SBT |
| ---------------------------- | ---------------------------- | ---------------------------- |
| Num                          | Coureuse                     | Pos                          |
| 211                          | Valeria Curnis (ITA)         | AB                           |
| 212                          | Beatrice Rossato (ITA)       | 73e                          |
| 213                          | Federica Piergiovanni (ITA)  | 91e                          |
| 214                          | Sonia Rossetti (ITA)         | AB                           |
| 215                          | Asia Zontone (ITA)           | AB                           |
| 216                          | Sofia Arici (ITA)            | 92e                          |

| Team Mendelspeck E-Work MDS | Team Mendelspeck E-Work MDS | Team Mendelspeck E-Work MDS |
| --------------------------- | --------------------------- | --------------------------- |
| Num                         | Coureuse                    | Pos                         |
| 221                         | Michela De Grandis (ITA)    | AB                          |
| 222                         | Ilaria Prevedello (ITA)     | AB                          |
| 223                         | Prisca Savi (ITA)           | AB                          |
| 224                         | Asia Sgaravato (ITA)        | AB                          |
| 225                         | Emma Bernardi (ITA)         | AB                          |
| 226                         | Alessia Sgrisleri (ITA)     | AB                          |

| Top Girls Fassa Bortolo TOP | Top Girls Fassa Bortolo TOP | Top Girls Fassa Bortolo TOP |
| --------------------------- | --------------------------- | --------------------------- |
| Num                         | Coureuse                    | Pos                         |
| 231                         | Monica Castagna (ITA)       | 71e                         |
| 232                         | Alessia Foligno (ITA)       | AB                          |
| 233                         | Marta Pavesi (ITA)          | AB                          |
| 234                         | Chiara Reghini (ITA)        | 94e                         |
| 235                         | Irma Siri (ITA)             | AB                          |
| 236                         | Alessia Zambelli (ITA)      | AB                          |

| Lidl-Trek LTK | Lidl-Trek LTK            | Lidl-Trek LTK |
| ------------- | ------------------------ | ------------- |
| Num           | Coureuse                 | Pos           |
| 1             | Elisa Balsamo (ITA)      | 1re           |
| 2             | Lizzie Deignan (GBR)     | 89e           |
| 3             | Niamh Fisher-Black (NZL) | 38e           |
| 4             | Riejanne Markus (NED)    | AB            |
| 5             | Lauretta Hanson (AUS)    | AB            |
| 6             | Amanda Spratt (AUS)      | 52e           |

| UAE Team ADQ UAD | UAE Team ADQ UAD                   | UAE Team ADQ UAD |
| ---------------- | ---------------------------------- | ---------------- |
| Num              | Coureuse                           | Pos              |
| 11               | Elisa Longo Borghini (ITA) (route) | 10e              |
| 12               | Silvia Persico (ITA)               | AB               |
| 13               | Eleonora Gasparrini (ITA)          | 42e              |
| 14               | Brodie Chapman (AUS)               | 54e              |
| 15               | Karlijn Swinkels (NED)             | 13e              |
| 16               | Dominika Włodarczyk (POL) (route)  | 15e              |

| FDJ-Suez TFS | FDJ-Suez TFS          | FDJ-Suez TFS |
| ------------ | --------------------- | ------------ |
| Num          | Coureuse              | Pos          |
| 21           | Demi Vollering (NED)  | 11e          |
| 22           | Nina Buysman (NED)    | 66e          |
| 23           | Léa Curinier (FRA)    | 63e          |
| 24           | Évita Muzic (FRA)     | 29e          |
| 25           | Églantine Rayer (FRA) | 74e          |
| 26           | Alessia Vigilia (ITA) | 81e          |

| SD Worx-Protime SDW | SD Worx-Protime SDW        | SD Worx-Protime SDW |
| ------------------- | -------------------------- | ------------------- |
| Num                 | Coureuse                   | Pos                 |
| 31                  | Anna van der Breggen (NED) | 23e                 |
| 32                  | Elena Cecchini (ITA)       | 68e                 |
| 33                  | Femke Gerritse (NED)       | 30e                 |
| 34                  | Blanka Vas (HUN) (route)   | 2e                  |
| 35                  | Mikayla Harvey (NZL)       | 48e                 |
| 36                  | Steffi Häberlin (SUI)      | 19e                 |

| Canyon//SRAM zondacrypto CSZ | Canyon//SRAM zondacrypto CSZ | Canyon//SRAM zondacrypto CSZ |
| ---------------------------- | ---------------------------- | ---------------------------- |
| Num                          | Coureuse                     | Pos                          |
| 41                           | Soraya Paladin (ITA)         | 25e                          |
| 42                           | Ricarda Bauernfeind (GER)    | AB                           |
| 43                           | Neve Bradbury (AUS)          | 85e                          |
| 44                           | Antonia Niedermaier (GER)    | 37e                          |
| 45                           | Cecilie Uttrup Ludwig (DEN)  | 28e                          |
| 46                           | Alice Towers (GBR)           | 34e                          |

| Team Visma \| Lease a Bike TVL | Team Visma \| Lease a Bike TVL | Team Visma \| Lease a Bike TVL |
| ------------------------------ | ------------------------------ | ------------------------------ |
| Num                            | Coureuse                       | Pos                            |
| 51                             | Marianne Vos (NED)             | 4e                             |
| 52                             | Pauline Ferrand-Prévot (FRA)   | 18e                            |
| 53                             | Fem van Empel (NED)            | AB                             |
| 54                             | Marion Bunel (FRA)             | 88e                            |
| 55                             | Maud Oudeman (NED)             | 62e                            |
| 56                             | Rosita Reijnhout (NED)         | 46e                            |

| AG Insurance - Soudal Quick-Step Team AGS | AG Insurance - Soudal Quick-Step Team AGS  | AG Insurance - Soudal Quick-Step Team AGS |
| ----------------------------------------- | ------------------------------------------ | ----------------------------------------- |
| Num                                       | Coureuse                                   | Pos                                       |
| 61                                        | Mireia Benito (ESP)                        | 50e                                       |
| 62                                        | Julia Borgström (SWE)                      | 83e                                       |
| 63                                        | Justine Ghekiere (BEL)                     | 17e                                       |
| 64                                        | Kimberley Le Court de Billot (MRI) (route) | 9e                                        |
| 65                                        | Alexandra Manly (AUS)                      | 84e                                       |
| 66                                        | Julie Van de Velde (BEL)                   | 95e                                       |

| Ceratizit Pro Cycling Team CTC | Ceratizit Pro Cycling Team CTC | Ceratizit Pro Cycling Team CTC |
| ------------------------------ | ------------------------------ | ------------------------------ |
| Num                            | Coureuse                       | Pos                            |
| 71                             | Sara Fiorin (ITA)              | AB                             |
| 72                             | Elena Hartmann (SUI)           | 35e                            |
| 73                             | Fariba Hashimi (AFG)           | AB                             |
| 74                             | Marta Jaskulska (POL)          | 60e                            |
| 75                             | Célia Le Mouël (FRA)           | AB                             |
| 76                             | Sarah Van Dam (CAN)            | AB                             |

| Fenix-Deceuninck FDC | Fenix-Deceuninck FDC  | Fenix-Deceuninck FDC |
| -------------------- | --------------------- | -------------------- |
| Num                  | Coureuse              | Pos                  |
| 81                   | Puck Pieterse (NED)   | 7e                   |
| 82                   | Carina Schrempf (AUT) | 44e                  |
| 83                   | Yara Kastelijn (NED)  | 53e                  |
| 84                   | Flora Perkins (GBR)   | 64e                  |
| 85                   | Sara Casasola (ITA)   | 49e                  |
| 86                   | Annemarie Worst (NED) | 47e                  |

| Human Powered Health HPH | Human Powered Health HPH | Human Powered Health HPH |
| ------------------------ | ------------------------ | ------------------------ |
| Num                      | Coureuse                 | Pos                      |
| 91                       | Giada Borghesi (ITA)     | 80e                      |
| 92                       | Carlotta Cipressi (ITA)  | 78e                      |
| 93                       | Thalita de Jong (NED)    | AB                       |
| 94                       | Katia Ragusa (ITA)       | AB                       |
| 95                       | Barbara Malcotti (ITA)   | 27e                      |
| 96                       | Mona Mitterwallner (AUT) | 69e                      |

| Liv AlUla Jayco LIV | Liv AlUla Jayco LIV         | Liv AlUla Jayco LIV |
| ------------------- | --------------------------- | ------------------- |
| Num                 | Coureuse                    | Pos                 |
| 101                 | Caroline Andersson (SWE)    | 33e                 |
| 102                 | Ella Wyllie (NZL)           | 26e                 |
| 103                 | Letizia Paternoster (ITA)   | 5e                  |
| 104                 | Monica Trinca Colonel (ITA) | 8e                  |
| 105                 | Mavi García (ESP)           | 36e                 |
| 106                 | Silke Smulders (NED)        | 21e                 |

| Movistar Team MOV | Movistar Team MOV          | Movistar Team MOV |
| ----------------- | -------------------------- | ----------------- |
| Num               | Coureuse                   | Pos               |
| 111               | Olivia Baril (CAN) (route) | 12e               |
| 112               | Jelena Erić (SRB) (route)  | 59e               |
| 113               | Sara Martín (ESP)          | 90e               |
| 114               | Mareille Meijering (NED)   | 51e               |
| 115               | Paula Patiño (COL)         | 56e               |
| 116               | Cat Ferguson (GBR)         | 3e                |

| Roland CGS | Roland CGS              | Roland CGS |
| ---------- | ----------------------- | ---------- |
| Num        | Coureuse                | Pos        |
| 121        | Elena Pirrone (ITA)     | AB         |
| 122        | Morgane Coston (FRA)    | 41e        |
| 123        | Petra Stiasny (SUI)     | 31e        |
| 124        | Vittoria Ruffilli (ITA) | AB         |
| 125        | Giulia Giuliani (ITA)   | 75e        |

| Team Picnic PostNL TPP | Team Picnic PostNL TPP        | Team Picnic PostNL TPP |
| ---------------------- | ----------------------------- | ---------------------- |
| Num                    | Coureuse                      | Pos                    |
| 131                    | Francesca Barale (ITA)        | 45e                    |
| 132                    | Marta Cavalli (ITA)           | 22e                    |
| 133                    | Eleonora Ciabocco (ITA)       | 67e                    |
| 134                    | Pfeiffer Georgi (GBR) (route) | 16e                    |
| 135                    | Becky Storrie (GBR)           | 65e                    |
| 136                    | Nienke Vinke (NED)            | 43e                    |

| Uno-X Mobility UXM | Uno-X Mobility UXM                  | Uno-X Mobility UXM |
| ------------------ | ----------------------------------- | ------------------ |
| Num                | Coureuse                            | Pos                |
| 141                | Anouska Koster (NED)                | 79e                |
| 142                | Elinor Barker (GBR)                 | AB                 |
| 143                | Katrine Aalerud (NOR)               | 24e                |
| 144                | Mie Bjørndal Ottestad (NOR) (route) | 32e                |
| 146                | Kamilla Aasebø (NOR)                | AB                 |

| Cofidis COF | Cofidis COF            | Cofidis COF |
| ----------- | ---------------------- | ----------- |
| Num         | Coureuse               | Pos         |
| 151         | Julie Bego (FRA)       | 61e         |
| 152         | Victorie Guilman (FRA) | 87e         |
| 153         | Clara Koppenburg (GER) | AB          |
| 154         | Hannah Ludwig (GER)    | NP          |
| 155         | Nikola Nosková (CZE)   | AB          |
| 156         | Nadia Quagliotto (ITA) | 14e         |

| EF Education-Oatly EFC | EF Education-Oatly EFC     | EF Education-Oatly EFC |
| ---------------------- | -------------------------- | ---------------------- |
| Num                    | Coureuse                   | Pos                    |
| 161                    | Magdeleine Vallieres (CAN) | 40e                    |
| 162                    | Kim Cadzow (NZL) (route)   | AB                     |
| 163                    | Noemi Rüegg (SUI) (route)  | 6e                     |
| 164                    | Henrietta Christie (NZL)   | 86e                    |
| 165                    | Veronica Ewers (USA)       | 70e                    |
| 166                    | Cédrine Kerbaol (FRA)      | 20e                    |

| Laboral Kutxa-Fundación Euskadi LKF | Laboral Kutxa-Fundación Euskadi LKF | Laboral Kutxa-Fundación Euskadi LKF |
| ----------------------------------- | ----------------------------------- | ----------------------------------- |
| Num                                 | Coureuse                            | Pos                                 |
| 171                                 | Julia Biryukova (UKR)               | AB                                  |
| 172                                 | Usoa Ostolaza (ESP) (route)         | 39e                                 |
| 173                                 | Ane Santesteban (ESP)               | 57e                                 |
| 174                                 | Debora Silvestri (ITA)              | AB                                  |
| 175                                 | Catalina Soto (CHI)                 | AB                                  |
| 176                                 | Laura Tomasi (ITA)                  | 82e                                 |

| Aromitalia 3T Vaiano VAI | Aromitalia 3T Vaiano VAI | Aromitalia 3T Vaiano VAI |
| ------------------------ | ------------------------ | ------------------------ |
| Num                      | Coureuse                 | Pos                      |
| 181                      | Irene Affolati (ITA)     | AB                       |
| 182                      | Romina Costantini (ITA)  | AB                       |
| 183                      | Eleonora La Bella (ITA)  | 93e                      |
| 184                      | Rasa Leleivytė (LTU)     | 76e                      |
| 185                      | Alice Papo (ITA)         | AB                       |
| 186                      | Hanna Tserakh (BLR)      | 55e                      |

| Bepink-Imatra-Bongioanni BPK | Bepink-Imatra-Bongioanni BPK | Bepink-Imatra-Bongioanni BPK |
| ---------------------------- | ---------------------------- | ---------------------------- |
| Num                          | Coureuse                     | Pos                          |
| 191                          | Gaia Segato (ITA)            | 58e                          |
| 192                          | Elisa Valtulini (ITA)        | 72e                          |
| 193                          | Aileen Schweikart (GER)      | AB                           |
| 194                          | Linda Laporta (ITA)          | AB                           |
| 195                          | Silvia Milesi                | 77e                          |
| 196                          | Irene Cagnazzo (ITA)         | AB                           |

| Born to Win BTC City Ljubljana Zhiraf BZB | Born to Win BTC City Ljubljana Zhiraf BZB | Born to Win BTC City Ljubljana Zhiraf BZB |
| ----------------------------------------- | ----------------------------------------- | ----------------------------------------- |
| Num                                       | Coureuse                                  | Pos                                       |
| 201                                       | Gemma Sernissi (ITA)                      | AB                                        |
| 202                                       | Noemi Lucrezia Eremita (ITA)              | AB                                        |
| 203                                       | Giorgia Serena (ITA)                      | AB                                        |
| 204                                       | Diana Klimova (RUS)                       | AB                                        |
| 205                                       | Carlotta Uber (ITA)                       | AB                                        |
| 206                                       | Sara Pestotnik (SLO)                      | AB                                        |

| Isolmant-Premac-Vittoria SBT | Isolmant-Premac-Vittoria SBT | Isolmant-Premac-Vittoria SBT |
| ---------------------------- | ---------------------------- | ---------------------------- |
| Num                          | Coureuse                     | Pos                          |
| 211                          | Valeria Curnis (ITA)         | AB                           |
| 212                          | Beatrice Rossato (ITA)       | 73e                          |
| 213                          | Federica Piergiovanni (ITA)  | 91e                          |
| 214                          | Sonia Rossetti (ITA)         | AB                           |
| 215                          | Asia Zontone (ITA)           | AB                           |
| 216                          | Sofia Arici (ITA)            | 92e                          |

| Team Mendelspeck E-Work MDS | Team Mendelspeck E-Work MDS | Team Mendelspeck E-Work MDS |
| --------------------------- | --------------------------- | --------------------------- |
| Num                         | Coureuse                    | Pos                         |
| 221                         | Michela De Grandis (ITA)    | AB                          |
| 222                         | Ilaria Prevedello (ITA)     | AB                          |
| 223                         | Prisca Savi (ITA)           | AB                          |
| 224                         | Asia Sgaravato (ITA)        | AB                          |
| 225                         | Emma Bernardi (ITA)         | AB                          |
| 226                         | Alessia Sgrisleri (ITA)     | AB                          |

| Top Girls Fassa Bortolo TOP | Top Girls Fassa Bortolo TOP | Top Girls Fassa Bortolo TOP |
| --------------------------- | --------------------------- | --------------------------- |
| Num                         | Coureuse                    | Pos                         |
| 231                         | Monica Castagna (ITA)       | 71e                         |
| 232                         | Alessia Foligno (ITA)       | AB                          |
| 233                         | Marta Pavesi (ITA)          | AB                          |
| 234                         | Chiara Reghini (ITA)        | 94e                         |
| 235                         | Irma Siri (ITA)             | AB                          |
| 236                         | Alessia Zambelli (ITA)      | AB                          |